# J002E3

Simulació per ordinador del moviment de J002E3, alternant entre sis òrbites terrestres i una òrbita heliocèntrica (cal fer clic a la imatge per veure'n l'animació).

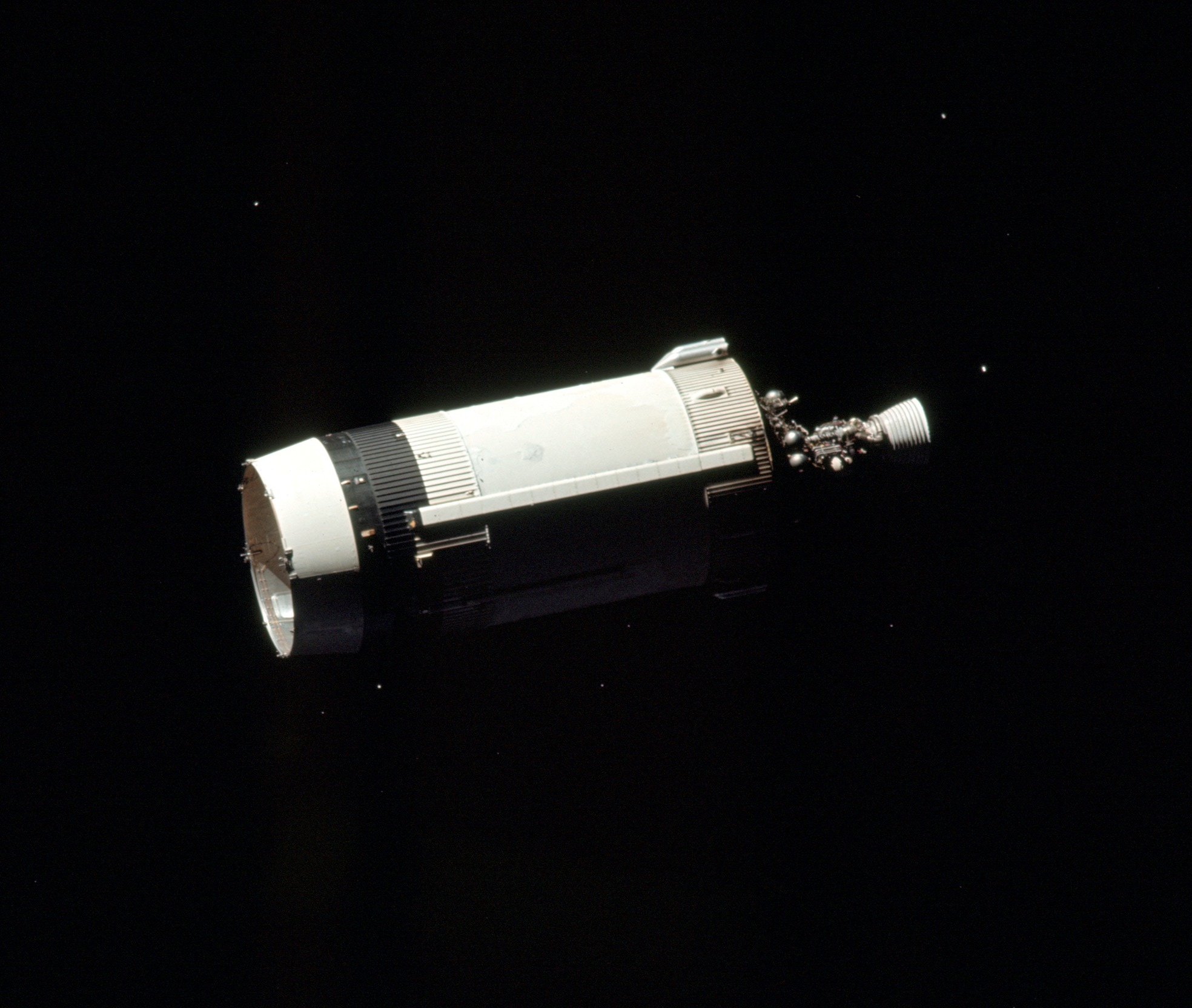
Etapa S-IVB de l'Apollo 17. La utilitzada per l'Apollo 12 és idèntica.

J002E3 és la designació que rep un objecte astronòmic descobert el 3 de setembre de 2002 per l'astrònom amateur Bill Yeung. Inicialment cregut que era un asteroide, posteriorment s'ha identificat temptativament com la tercera etapa S-IVB del coet Saturn V (missió Apollo 12, designat S-IVB-507) sobre la base de evidència espectrogràfica consistent en la pintura utilitzada en els coets. Aquesta etapa hauria d'haver estat injectada en una òrbita heliocèntrica permanent el novembre de 1969, però es creu que pot haver entrat en una òrbita terrestre alta i inestable, i que deixà la proximitat terrestre el 1971 i novament el juny de 2003, amb un cicle d'aproximadament 40 anys entre l'òrbita heliocèntrica i geocèntrica.

## Descobriment
Quan fou descobert per primer cop, es determinà ràpidament que l'objecte es trobava en òrbita al voltant de la Terra. Als astrònoms els sorprengué, ja que l'únic gran objecte en òrbita terrestre és la Lluna, i qualsevol altre objecte hauria estat ejectat fa temps a causa de pertorbacions amb la Terra, la Lluna i el Sol.
És per això que segurament entrà a l'òrbita terrestre molt recentment, però no hi havia cap nau espacial llançada fa poc l'òrbita de la qual coincidís amb J002E3. Una explicació podria haver estat que era una peça de roca de 30 metres d'ample, però els astrònoms de la Universitat d'Arizona veieren que les observacions espectrals de l'objecte denotaven una elevada correlació de les característiques d'absorció amb una combinació de materials fets per l'home que incloïen la pintura negra i blanca i l'alumini, els quals constaven en els coets Saturn V. Analitzant-ne en retrospectiva l'òrbita es veié que l'objecte havia estat orbitant el Sol durant 31 anys i que havia estat a la proximitat terrestre per darrer cop el 1971: això semblava suggerir que era part de la missió Apollo 14, però la NASA en coneixia la ubicació de tot el maquinari; la tercera etapa, per exemple, es feu xocar contra la Lluna per fer-hi estudis sísmics.
L'explicació més plausible, doncs, és que es tracti de la tercera etapa S-IVB de la missió Apollo 12. La NASA havia planificat originalment de dirigir l'S-IVB cap a una òrbita solar, però una encesa molt llarga dels motors d'assentament significà que evacuar el propergol al tanc de l'S-IVB no donà a l'etapa del coet prou energia per escapar del sistema Terra-Lluna, i l'etapa restà doncs en una òrbita semiestable al voltant de la Terra després de passar prop de la Lluna el 18 de novembre de 1969.
Es creu que J002E3 deixà l'òrbita terrestre el juny de 2003 i que podria retornar-hi a mitjans de la dècada de 2040.

## Impacte potencial amb la Terra o la Lluna
La trajectòria de l'òrbita terrestre de l'objecte ocasionalment passa dins del radi de l'òrbita lunar, i podria resultar en una entrada de l'objecte a l'atmosfera terrestre o en una col·lisió amb la Lluna. L'S-IVB de l'Apollo 12 buit, juntament amb la unitat instrumental i l'adaptador per la nau espacial, té una massa total d'uns 14.000 kg. Això és menys d'un cinquè dels 77.100 kg de l'estació espacial Skylab, que es construí a partir d'un S-IVB similar i caigué de l'òrbita l'11 de juliol de 1979. Objectes amb una massa d'uns 10.000 kg entren a l'atmosfera terrestre aproximadament 10 cops cada any, i un d'ells impacta amb la superfície terrestre aproximadament un cop cada 10 anys.
Onze etapes similars a l'S-IVB de missions Apollo, Skylab i Apollo-Soiuz van reentrar a l'atmosfera durant el període 1966-1975. En tots els casos (incloent-hi l'estació Skylab) els objectes van cremar a l'atmosfera i es van partir en trossos relativament petits, en comptes de xocar amb la Terra com una massa única. Tanmateix, aquests objectes van entrar des d'una òrbita terrestre baixa o des d'una trajectòria balística, amb menys energia que la que podria tenir J002E3 vinguent des d'una òrbita solar.